# Besen-Beifuß
Der Besen-Beifuß (Artemisia scoparia) ist eine Pflanzenart aus der Gattung Artemisia innerhalb der Familie der Korbblütler (Asteraceae). Er kommt von Mitteleuropa bis nach Ostasien vor.

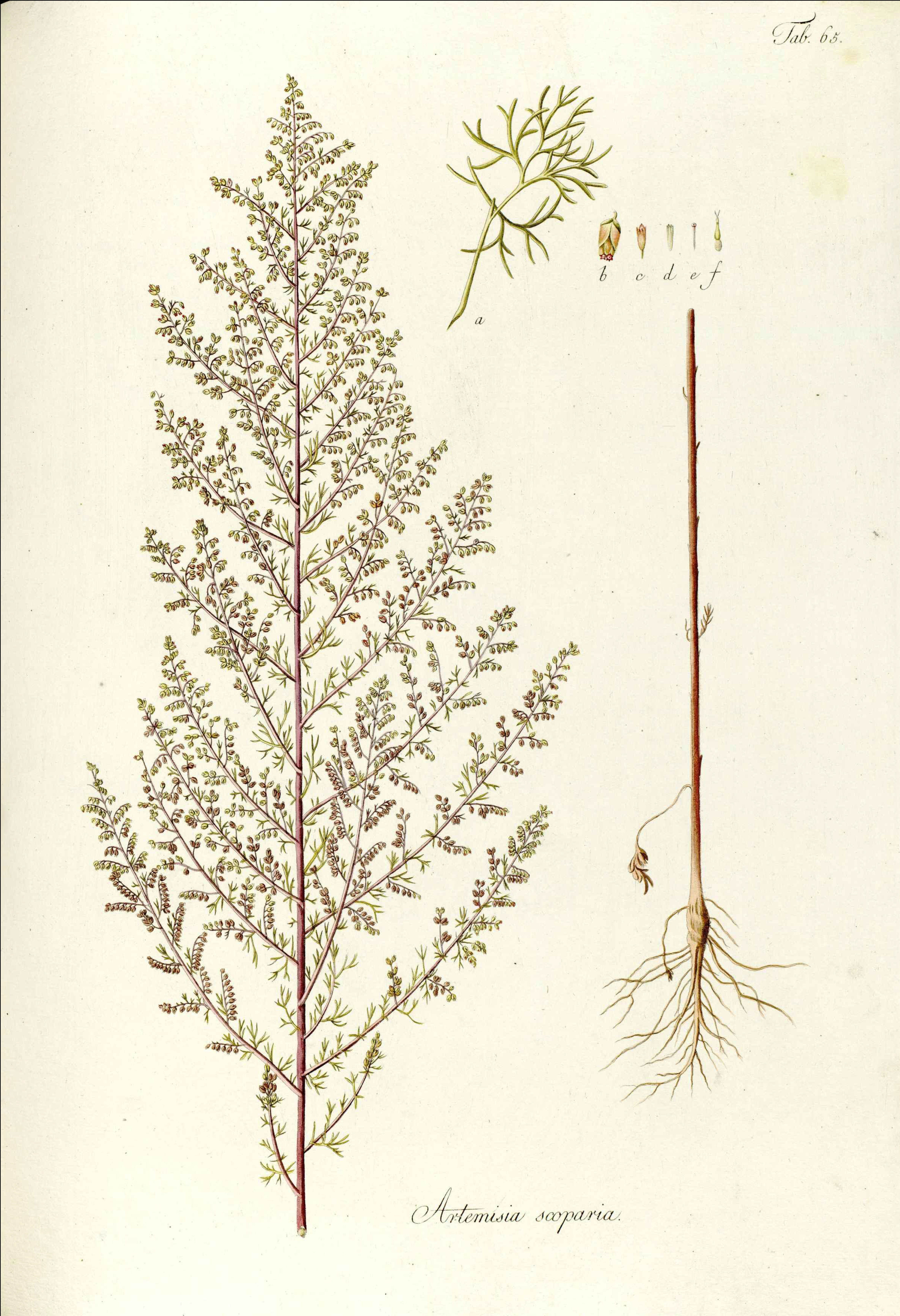
Besen-Beifuß (Artemisis scoparia), Illustration

## Beschreibung
Der Besen-Beifuß wächst als ein- bis zweijährige oder ausdauernde, krautige Pflanze, die eine Wuchshöhe von 40 bis 90 (bis 130) Zentimetern erreichen kann. Von einem Rhizom gehen ein oder mehrere, am Grund holzige Stängel ab. Die meist unbehaarten Stängel sind purpur-braun gefärbt und vom Grund an reich verzweigt. Die im unteren Stängelbereich stehenden, zwei- oder dreifach fiederteiligen Laubblätter besitzen einen 1,5 bis 4 Zentimeter langen Blattstiel und eine 1,5 bis 7 Zentimeter lange und 1 bis 5 Zentimeter breite, länglich-eiförmige, kreisförmig-eiförmige bis elliptische Blattspreite. Die ein- oder zweifach fiederteiligen, kurz gestielten bis ungestielten Blätter im mittleren und oberen Stängelbereich sind 1 bis 2 Zentimeter lang und 0,5 bis 1,5 Zentimeter breit, länglich bis länglich-eiförmig oder fadenförmig und am Grund geöhrt. Alle Blätter sind grau bis gelblich behaart, verkahlen jedoch mit zunehmendem Alter. Sie verströmen einen starken Geruch.
Die Blütezeit des Besen-Beifuß erstreckt sich in China von Juli bis Oktober, in Mitteleuropa von August bis Oktober. Die Früchte reifen zur selben Zeit. Der 20 bis 50 Zentimeter lange und 10 bis 35 Zentimeter breite, rispenförmige Gesamtblütenstand besteht aus vielen kleinen, kurz gestielten oder ungestielten, länglich-kugeligen gelben Körben. Die Hülle ist fast kugelig bis selten eiförmig mit einem Durchmesser von 1 bis 2 Millimetern. Jeder Korb hat außen fünf bis sieben weibliche und in der Mitte vier bis zehn männliche Röhrenblüten. Die braunen Achänen sind rund 0,8 Millimeter lang und verkehrt-eiförmig bis länglich.
Die Chromosomenzahl beträgt 16, 18 oder 36.

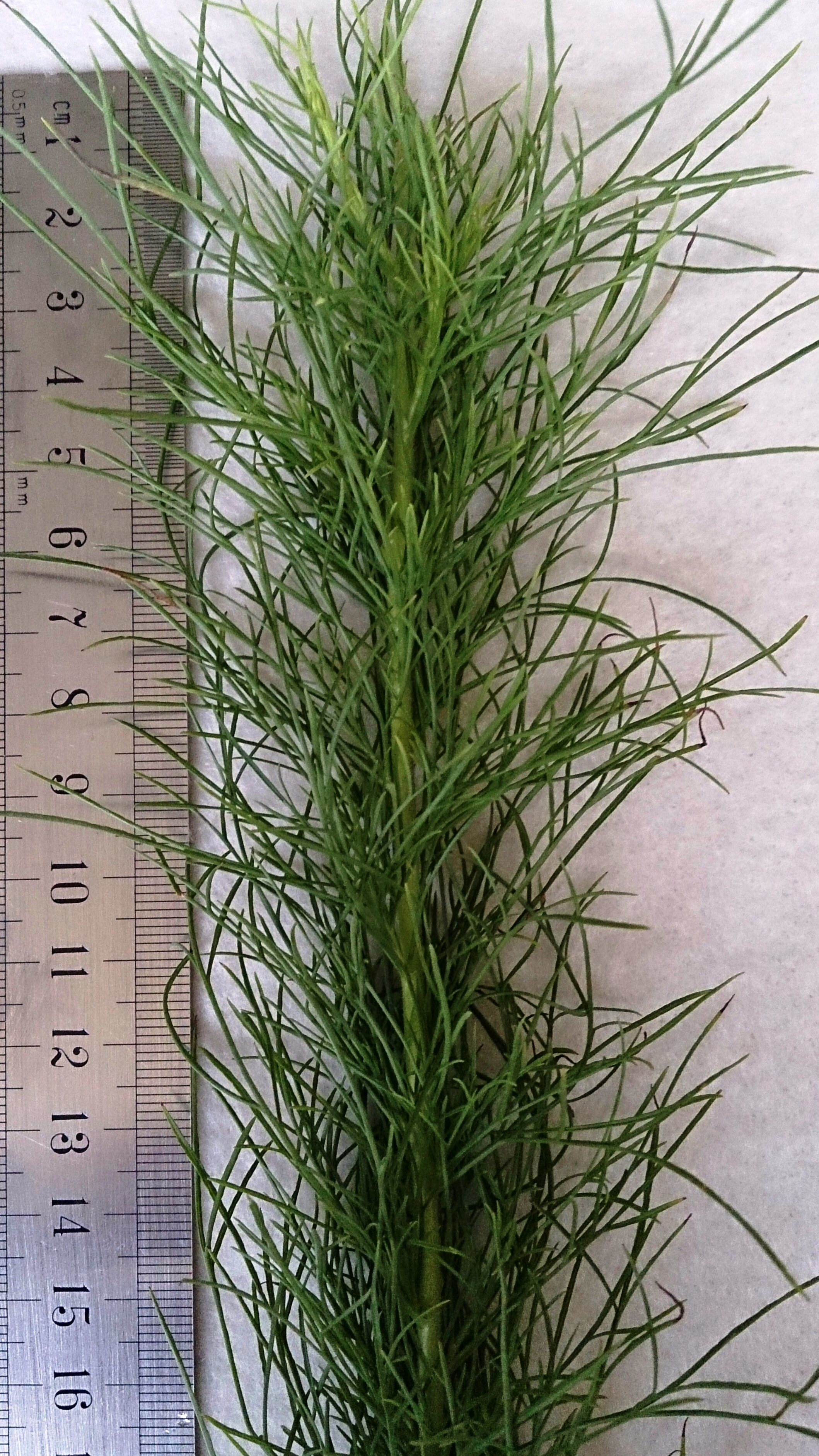
Beblätterter Stängel

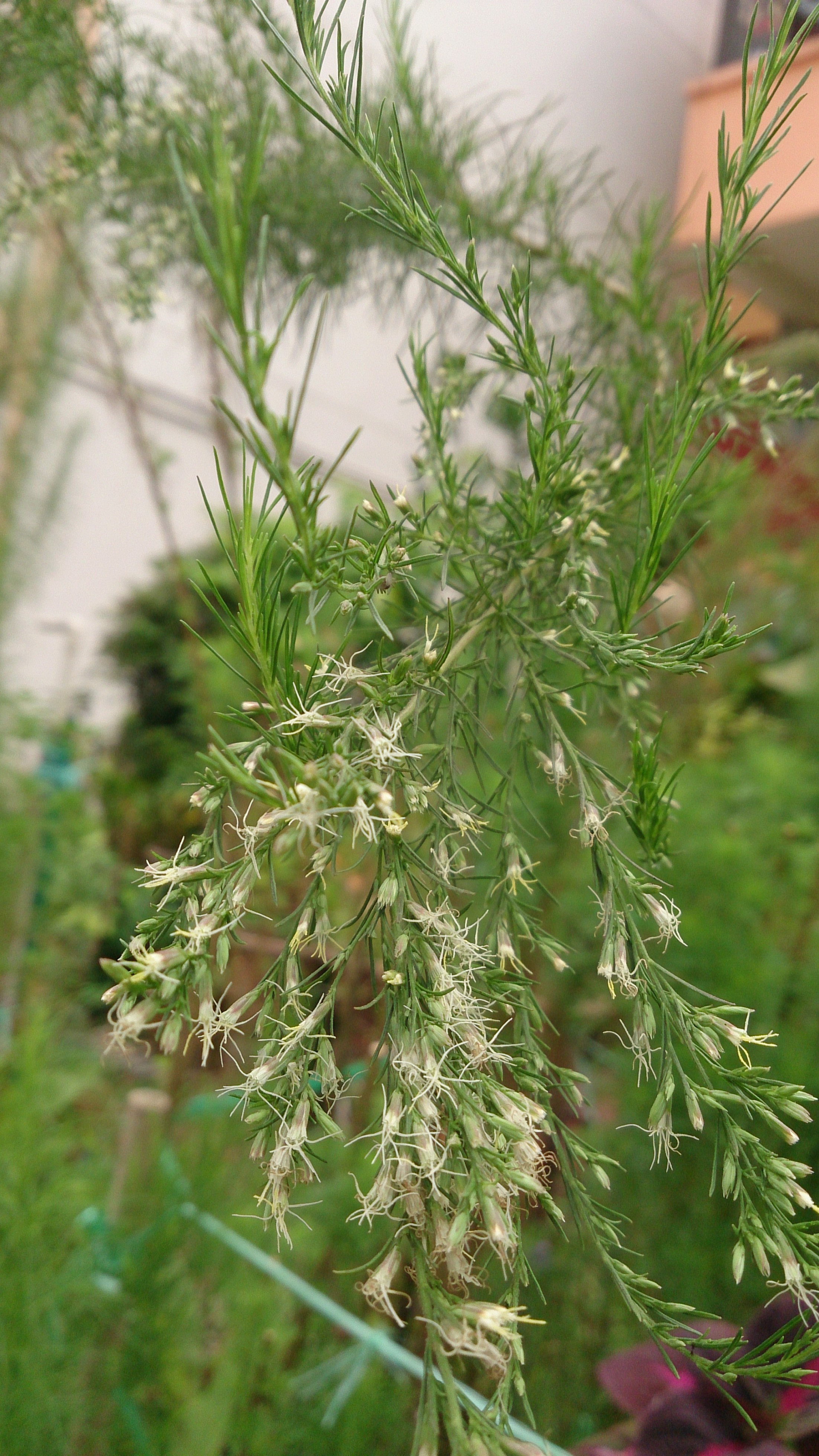
Blütenstand

## Verbreitung und Standort
Das natürliche Verbreitungsgebiet des Besen-Beifuß erstreckt sich von Mitteleuropa über Süd- und Südosteuropa bis nach Thailand, China, die Koreanische Halbinsel und Honshū. Weitere Vorkommen gibt es in Ägypten.
In Österreich tritt die Art besonders im pannonischen Gebiet selten bis sehr selten auf Trockenrasen, trockenen Rainen, Brachen und Ruderalstellen der collinen Höhenstufe auf. Die Vorkommen erstrecken sich auf die Bundesländer Wien, Niederösterreich, das Burgenland und Oberösterreich, unbeständige Vorkommen sind aus der Steiermark, Kärnten und Salzburg bekannt. Die Art gilt in Österreich als stark gefährdet. In Deutschland hat die Art ursprüngliche Vorkommen nur im Donautal zwischen Passau und dem Jochenstein vor.
Der Besen-Beifuß gedeiht zumindest in China bis in Höhenlagen von 3200 Metern. Er wächst hauptsächlich in Steppen, auf Hängen, an Wald- und Wüstenrändern, entlang von Wegen sowie in ausgetrockneten Flussbetten. In Mitteleuropa kommt er in Trockenrasen und an Ruderalstellen vor.

## Taxonomie
Die Erstbeschreibung als Artemisia scoparia erfolgte 1801 durch Franz Adam von Waldstein und Pál Kitaibel in Descriptiones et Icones Plantarum Rariorum Hungariae Band 1, S. 66, tab. 65. Synonyme für Artemisia scoparia Waldst. & Kit. sind Artemisia capillaris var. scoparia (Waldst. & Kit.) Pamp., Oligosporus scoparius (Waldst. & Kit.) Less. und Oligosporus scoparius (Waldst. & Kit.) Poljakov.

## Nutzung
Der essbare Besen-Beifuß findet Anwendung in der traditionellen chinesischen Medizin. 
Er hat eine harntreibende und entgiftende Wirkung und soll gegen Ohrenschmerzen helfen. Der Rauch der verbrannten Zweige soll die Heilung von Verbrennungen beschleunigen. Weiterhin soll die Art ein gutes Futter für Ziegen sein und sie wird gelegentlich als Zierpflanze angebaut.